# Вімейру (Лорінян)
Вімейру (порт. Vimeiro; МФА: [vi.ˈmɐj.ɾu]) — парафія в Португалії, у муніципалітеті Лорінян. Розташована в західній частині країни, на теренах історичної португальської провінції Ештремадура. Входить до складу округу Лісабон. За адміністративним поділом, чинним до 1976 року, терени парафії були складовою провінції Ештремадура. Належить до Лісабонського патріархату Католицької церкви. Патрон — святий Михаїл. Площа — 7,0778 км². Населення — 1470 ос. (2011). Слабо урбанізований регіон. Густота населення — 207,69 осіб/км²
. Код — 110808.

## Історія
21 серпня 1808 року відбулася битва при Вімейру, в якій англійсько-португальські війська під командуванням Артура Веллслі розбили французів на чолі з Жаном-Андошем Жюно.

## Населення
| Кількість мешканців | Кількість мешканців | Кількість мешканців | Кількість мешканців | Кількість мешканців | Кількість мешканців | Кількість мешканців | Кількість мешканців | Кількість мешканців | Кількість мешканців | Кількість мешканців | Кількість мешканців | Кількість мешканців | Кількість мешканців | Кількість мешканців |
| ------------------- | ------------------- | ------------------- | ------------------- | ------------------- | ------------------- | ------------------- | ------------------- | ------------------- | ------------------- | ------------------- | ------------------- | ------------------- | ------------------- | ------------------- |
| 1864                | 1878                | 1890                | 1900                | 1911                | 1920                | 1930                | 1940                | 1950                | 1960                | 1970                | 1981                | 1991                | 2001                | 2011                |
| 501                 | 545                 | 650                 | 685                 | 726                 | 781                 | 878                 | 1 070               | 1 077               | 1 159               | 978                 | 1 110               | 1 103               | 1 443               | 1 470               |